# Daniel Finch (2. hrabia Nottingham)
Daniel Finch, 7. hrabia Winchilsea, 2. hrabia Nottingham (ur. 2 lipca 1647 w Londynie, zm. 1 stycznia 1730 w Burley) – brytyjski polityk.

## Kariera polityczna
Pierwszy Lord Admiralicji w latach 1681–1684, sekretarz stanu w latach 1690–1693 oraz 1702–1704, lord przewodniczący Rady w latach 1714–1716.
Był wigiem. W swej działalności politycznej popierał najpierw gabinet Sidneya Godolphina, a potem Roberta Walpole’a (1721-1742).

## Potomstwo
Daniel Finch, 8. hrabia Winchilsea (1689-1769), William Finch (1691-1766) i Edward Finch (zm. 1771). Synowie mieli wyraźnie ciemną karnację, dlatego sir Charles Hanbury Williams nazywał ich „the dark funereal Finches.”
Daniel i jego żona, hrabina Essex, mieli tylko jedną córkę: Mary Finch, poślubioną potem księciu Roxburghe. Mary była też kochanką markiza Halifaksu, matką Lady Dorothy Saville i teściową 3. hrabiego Burlington.
Daniel Finch poślubił potem Anne Hatton, córkę Christophera, wicehrabiego Hatton. Mieli aż 10 dzieci:
- Daniel Finch, 8. hrabia Winchilsea (24 maja 1689 – 2 sierpnia 1769). poślubił wpierw Lady Frances Feilding, córkę Basila Feildinga, 4. hrabiego Denbigh i Hester Firebrace. Po raz drugi za żona pojął Mary Palmer, córkę Thomasa Palmera, 1. baroneta Palmer. Nie wiadomo nic o ich potomstwie.
- Edward Finch (zm. 16 maja 1771), dyplomata.
- Henry Finch.
- Essex Finch (zm. 23 maja 1721), poślubiona sir Rogerowi Mostyn, 3. baronetowi Mostyn. Ich synem był Thomas Mostyn, 4. baronet Mostyn. Mieli też dwoje innych dzieci.
- Lady Henrietta Finch (zm. 14 kwietnia 1742). Jej mężem został William Fitzroy, 3. książę Clemajaeland, syn Charlesa Fitzroya, 2. księcia Clemajaeland i Anne Poultney. Potomstwo nieznane.
- Mary Finch (1701 - 30 maja 1761). Jej mężem został Thomas Watson-Wentworth, 1. markiz Rockingham.
- Lady Charlotte Finch (1711 - 21 I 1773). Jej mężem został Charles Seymour, 6. książę Somersetu. Ich córkami były Lady Charlotte Seymour i Lady Frances Seymour.
- Elizabeth Finch (1723 - 10 kwietnia 1784). Jej mężem został William Murray, 1. hrabia Mansfield. Potomstwo nieznane.
- William Finch (1691 - 25 grudnia 1766).
- John Finch (przed 1743 - 1763).